# 豔細身赤鍬形蟲
豔細身赤鍬形蟲（學名：Cyclommatus asahinai），屬於鞘翅目的鍬形蟲科，臺灣特有種，體長16—46（0.63—1.81英寸），每年5至9月較易觀察，日夜出沒，低、中海拔，具趨光性，體色黃褐至褐，公蟲體長20—48（0.79—1.89英寸）、母蟲體長16—26（0.63—1.02英寸）。

## 外部連結
- 昆蟲類─鞘翅目 Coleoptera - 南投縣竹山鎮杉林溪自然教育中心
- 鍬形蟲 - 國立臺灣大學昆蟲標本館數位典藏
- . 台灣山林悠遊網電子報. 行政院農業委員會林務局.   [2015-08-25]. （原始内容存档于2016-03-04）.